# Georg von Buttlar (Kammerherr)
Georg Ernst Viktor von Buttlar (* 14. September 1763 in Elbenberg (Landkreis Kassel); † 14. September 1811 in Kassel) war kurhessischer Kammerherr und königlich-westphälischer Generalpostmeister.

## Leben

### Herkunft und Familie
Georg von Buttlar entstammte dem oberfränkisch-hessischen Adelsgeschlecht derer von Buttlar, dessen Angehörige von 1660 an zur Althessischen Ritterschaft zählen. Er war der Sohn des Wilhelm von Buttlar (1732–1795, Kurhessischer Kammerherr und Oberschenk) und dessen Ehefrau Dorothea Henriette von Voß zum Böckel (1747–1797).
Am 17. März 1794 heiratete er Marianne Friederike von Oreilly (1766–1799). Aus der Ehe stammen die Töchter Viktorie (1796–1844) und Charlotte (1797–1847, ⚭ Friedrich von Hagen). Nach dem Tod seiner Frau heiratete Georg am 21. Juni 1801 Marianne Gräfin von der Schulenburg (1771–1806, Tochter des Levin Friedrich von der Schulenburg und Marianne Bose-Gamig). Aus dieser Ehe stammen die Kinder Rudolf (1802–1875), Konstanze (1803–1829, ⚭ Ludwig von der Asseburg) und Julius von Buttlar (1805–1855).

### Wirken
Georg absolvierte eine juristische Ausbildung und war Gerichtsassessor. Später wurde er kurhessischer Kammerherr. Während der Epoche des Königreichs Westphalen von 1807 bis 1813 hatte er die Position des Generalpostmeisters inne. Damit war er für den reibungslosen Ablauf im gesamten Postwesen verantwortlich.